# أبيولا داودا
أبيولا داودا (بالإنجليزية: Abiola Dauda)‏ (3 فبراير 1988 بلاغوس في نيجيريا - ) هو لاعب كرة قدم نيجيري في مركز الهجوم. شارك مع منتخب نيجيريا تحت 17 سنة لكرة القدم. أما مع النوادي، فقد لعب مع النجم الأحمر بلغراد وفيتيسه آرنهم ونادي كالمار وهارت أوف ميدلوثيان وSölvesborgs GoIF ‏.

## روابط خارجية
- أبيولا داودا على موقع اتحاد السويد (السويدية)
- أبيولا داودا على موقع اتحاد تركيا (لاعب) (الإنجليزية)
- أبيولا داودا على موقع قاعدة بيانات كرة القدم.إي يو (الإنجليزية)
- أبيولا داودا على موقع Soccerway.com (الإنجليزية)
- أبيولا داودا على موقع عالم كرة القدم.نت (الإنجليزية)